# Tosanoides obama
O anthias-de-Obama (Tosanoides obama) é uma espécie de anthias do gênero Tosanoides, que pertence á família Serranidae e a subfamília Anthiinae. O nome científico da espécie foi dado em homenagem ao presidente estadunidense Barack Obama.
O anthias-de-Obama é uma espécie endêmica do Havaí e seu primeiro exemplar foi encontrado em junho de 2016.